# Kylie Presents Golden

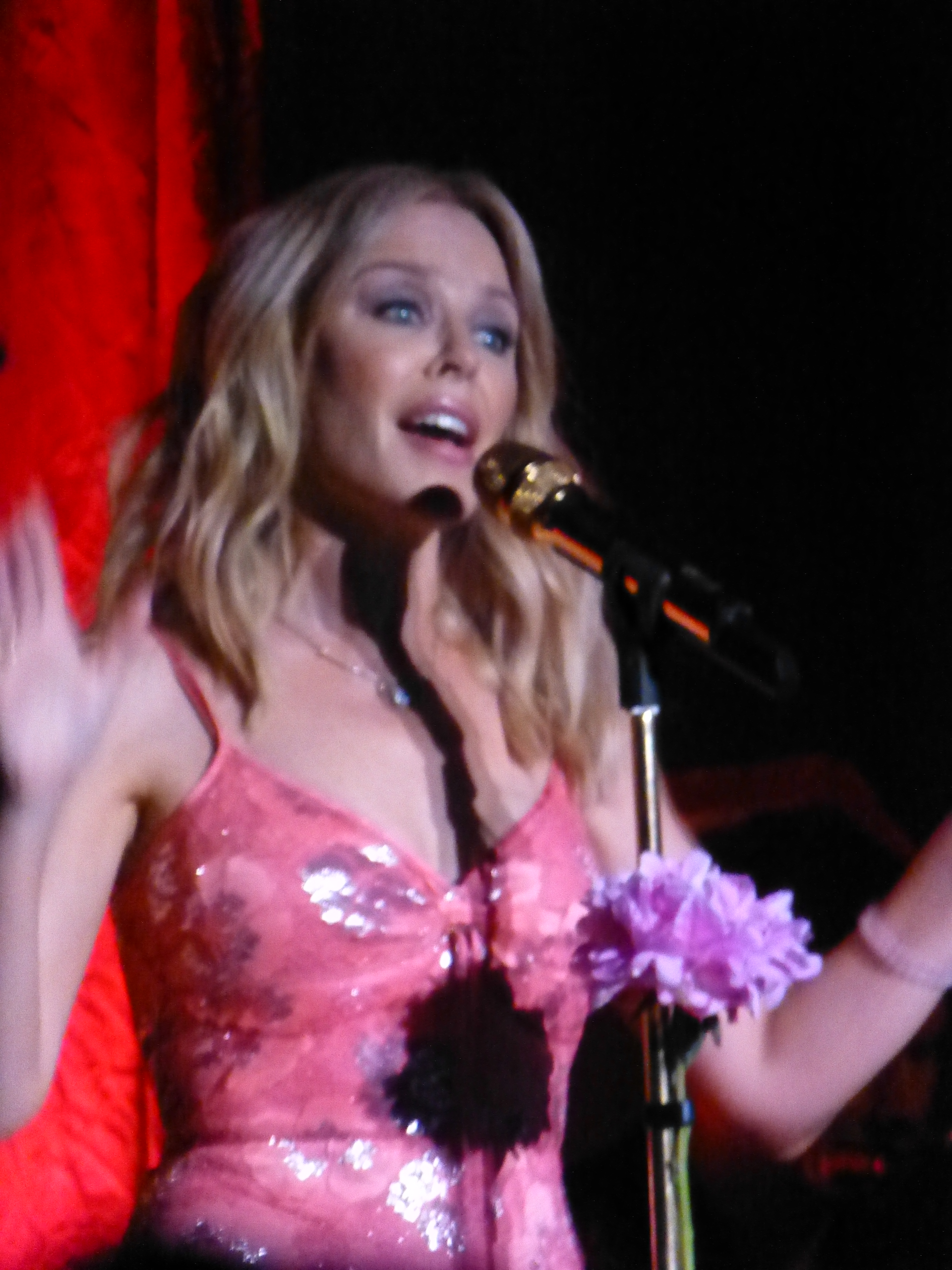

Kylie Presents Golden – promocyjna trasa koncertowa Kylie Minogue, która odbyła się w marcu i czerwiec 2018 r. Stanowiła rozgrzewkę przed trasą koncertową Golden Tour, która odbędzie się jesienią 2018 w Zjednoczonym Królestwie Wielkiej Brytanii.

## Program koncertów
Nie na wszystkich koncertach trasy setlista była taka sama.
1. "Golden"
2. "Last Kiss"
3. "Raining Glitter"
4. "Breathe"
5. "Put Yourself In My Place"
6. "Shelby '68"
7. "Radio On"
8. "Islands in the Stream"
9. "The One" (The Freemasons Remix)
10. "A Lifetime to Repair"
11. "Music's Too Sad Without You"
12. "Hand on Your Heart"
13. "All the Lovers"
14. "Stop Me from Failing"
15. "Sincerely Yours"
16. "Dancing"

## Lista koncertów
1. 13 marca 2018 - Londyn, Anglia - Café de Paris
2. 14 marca 2018 - Manchester, Anglia - Gorilla
3. 16 marca 2018 - Barcelona, Hiszpania - Sala Bikini
4. 18 marca 2018 - Paryż, Francja - Café de la Danse
5. 20 marca 2018 - Berlin, Niemcy - Berghain
6. 25 czerwca 2018 - Nowy Jork, Stany Zjednoczone - Bowery Ballroom

## Źródła
- Kylie Minogue announces intimate European tour – including UK shows